# Ala kachuu

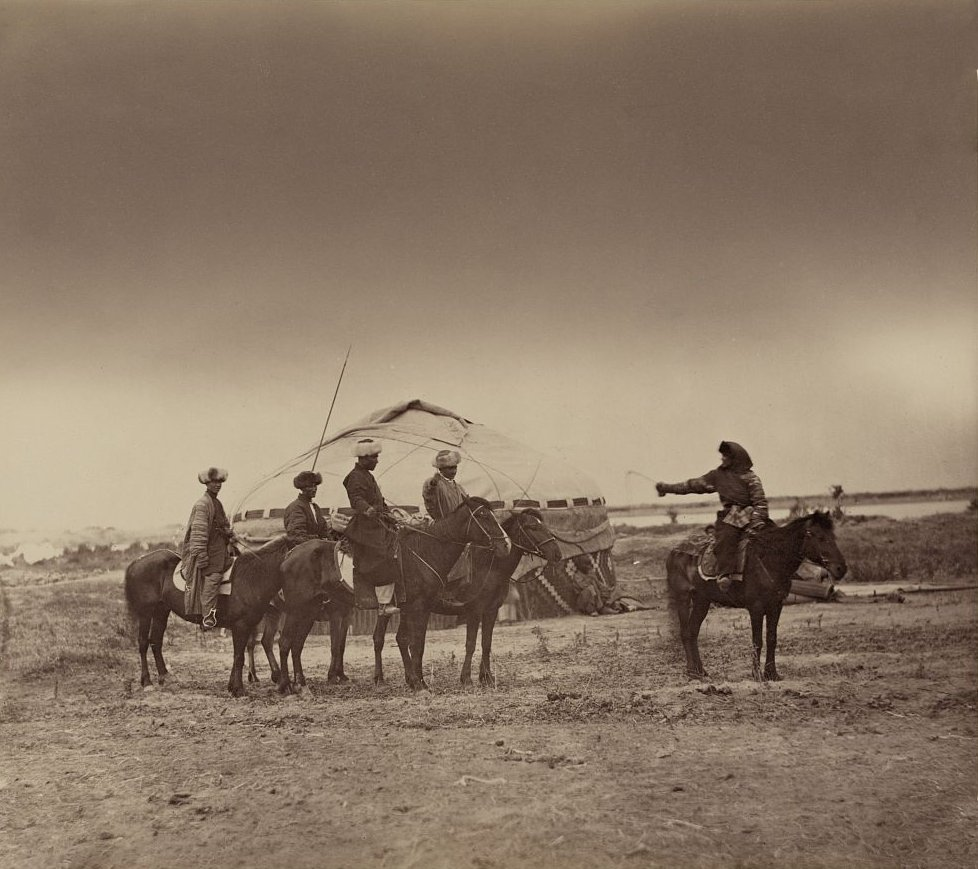
Una mujer (primera por la derecha) y cuatro hombres a caballo se preparan para "secuestrarla". Estepa kirguisa, entre 1871 y 1872

Ala kachuu (en kirguís: ала качуу) es una forma de secuestro de novia que todavía se practica en Kirguistán. El término puede aplicarse a una variedad de acciones, que van desde una fuga consensuada hasta un secuestro no consensuado, y hasta qué punto ocurre realmente es controvertido. Algunas fuentes sugieren que actualmente al menos un tercio de las novias de Kirguistán son tomadas contra su voluntad.
Kyz ala kachuu (en kirguís: кыз ала качуу) significa "tomar una mujer joven y huir". La variedad típica no consensual implica que el joven secuestra a una mujer por la fuerza o por astucia, a menudo acompañado de amigos o parientes varones. La llevan a la casa de su familia, donde la mantienen en una habitación hasta que las parientes femeninas del hombre la convencen de ponerse el pañuelo de una mujer casada en señal de aceptación. A veces, si la mujer se resiste a la persuasión y mantiene su deseo de volver a casa, sus familiares tratan de convencerla de que acepte el matrimonio.
La práctica fue suprimida durante el período soviético, pero, después del colapso de la Unión Soviética, el ala kachuu comenzó a resurgir. Hay informes contradictorios sobre si continúa de la forma original o no. Algunas fuentes afirman que la práctica fue originalmente una forma de fuga, no un robo de la novia. A veces, el secuestro puede ser solo una formalidad de boda, donde la mujer viene de buena gana. Algunas personas incluso consideran un honor ser secuestradas porque demuestra que la mujer es digna de ser esposa.
Aunque el secuestro de novias es ilegal en Kirguistán, el gobierno ha sido acusado de no tomar las medidas adecuadas para proteger a las mujeres de esta práctica.

## Historia
La historia del secuestro de novias en Kirguistán está en disputa. El Imperio ruso y las posteriores potencias colonizadoras de la URSS hicieron ilegal la antigua práctica de los nómadas, por lo que con la caída de la Unión Soviética y la posterior independencia de las naciones de Asia Central, muchas han revivido viejas costumbres como una forma de afirmar la identidad cultural. Rechazar un secuestro es a menudo culturalmente inaceptable para las mujeres y se percibe como un rechazo de la identidad cultural kirguisa. La práctica también se asocia con afirmar la masculinidad. Estudios recientes cuestionan las afirmaciones de que el secuestro de novias solía ser frecuente. Según los historiadores kirguís y el erudito de Fulbright Russell Kleinbach, mientras que los secuestros eran raros hasta la época soviética, la tradición del secuestro de novias ha aumentado dramáticamente en el siglo XX. El aumento de los secuestros de novias puede estar relacionado con la dificultad para pagar el precio de la dote requerido (kalym).

## Predominio
Una cuestión importante es, por supuesto, la cuestión de la frecuencia con la que esto sucede. Una encuesta reciente sobre victimización en Kirguistán (2015) incluyó el delito de secuestro de mujeres jóvenes para contraer matrimonio. El 14% de las mujeres casadas respondió que fueron secuestradas en ese momento y que dos tercios de estos casos fueron consensuados, la mujer conocía al hombre y había estado de acuerdo con ello desde el principio. Esto significa que alrededor del 5% de los matrimonios actuales en Kirguistán son casos de 'Ala Kachuu'. Utilizando la misma metodología, un estudio de 2018 en Kazajistán dio como resultado que aproximadamente entre el 1 y el 1.5% de los matrimonios actuales en Kazajistán son el resultado de 'Ala Kachuu'.
Los estudios del investigador Russell Kleinbach han encontrado cifras mucho mayores, a saber, que aproximadamente la mitad de todos los matrimonios de Kirguistán incluyen el secuestro de novias; de esos secuestros, dos tercios no son consensuados.

## Dinero de la novia
Según un estudio de 1992, el dinero de la novia para las novias de Dungan fluctuó entre 240 y 400 rublos. Los pobres de Dungan encuentran novias kirguís, o se casan con mujeres tártaras o sart. Los Dungans también secuestran en secreto a muchachas kirguís como novias.

## Legalidad
A pesar de su ilegalidad, en muchas áreas principalmente rurales, el secuestro de novias, conocido como ala kachuu (tomar y huir), es una forma aceptada y común de tomar una esposa.
El asunto es algo confuso por el uso local del término "secuestro de novias" para reflejar prácticas a lo largo de un continuo, desde el secuestro forzoso y la violación (y luego, casi inevitablemente, el matrimonio), hasta algo parecido a una fuga arreglada entre los dos jóvenes, a lo que ambos padres tienen que dar su consentimiento después del hecho.
Aunque la práctica es ilegal en Kirguistán, los secuestradores de novias rara vez son procesados. Esta renuencia a hacer cumplir el código se debe en parte al sistema legal pluralista en Kirguistán, donde muchas aldeas están gobernadas de facto por consejos de ancianos y tribunales aqsaqal siguiendo el derecho consuetudinario, lejos de los ojos del sistema legal estatal. Los tribunales de Aqsaqal, encargados de juzgar el derecho de familia, la propiedad y los agravios, a menudo no toman en serio el secuestro de novias. En muchos casos, los miembros de aqsaqal son invitados a la boda de la novia secuestrada y animan a la familia de la novia a aceptar el matrimonio.

## Ejemplos
En un secuestro de novia típico en Kirguistán, el joven decide que desea casarse y les pide a sus padres que elijan una novia adecuada, o sus padres le dicen que es hora de que se establezca y que han encontrado a alguien de los antecedentes y atributos correctos. (En este sentido, puede ser similar a un matrimonio arreglado, aunque el arreglo es todo de un lado.) El futuro novio y sus parientes o amigos varones, o ambos, secuestran a la niña (en los viejos tiempos nómadas, a caballo; ahora a menudo en coche) y la llevan a la casa familiar. Una vez allí, los familiares del hombre pueden intentar convencer a la mujer de que acepte el matrimonio y colocarle un pañuelo blanco de boda (jooluk) en la cabeza para simbolizar su acuerdo. Pueden hacer esto señalando las ventajas de la unión, y la riqueza de su pequeña propiedad, para mostrarle lo que ganaría al unirse a su familia. Las familias pueden usar la fuerza o amenazar con maldecir a la mujer si se va, una amenaza efectiva en un país supersticioso. Algunas familias mantendrán a la niña como rehén durante varios días para romper su testamento. Otros la dejarán ir si permanece desafiante; puede, por ejemplo, negarse a sentarse o comer, como señal de que está rechazando la hospitalidad ofrecida. Durante este período, el novio normalmente no ve a la novia hasta que ella ha aceptado casarse o al menos ha aceptado quedarse. La familia de la mujer secuestrada también puede verse involucrada, ya sea instando a la mujer a quedarse (especialmente si el matrimonio se considera socialmente aceptable o ventajoso para la futura esposa y su familia), o oponiéndose al matrimonio por diversos motivos y ayudando a liberar a la mujer.
En otros casos de secuestro de novias en Kirguistán y otras áreas de Asia Central, la mujer puede ser una completa desconocida para el hombre antes del secuestro. A veces, el novio y su familia, en lugar de seleccionar a una joven en particular para secuestrar, deciden un hogar; de esa forma aún pueden secuestrar a una de las hermanas si la mujer que desean no está en casa. Como en otras sociedades, a menudo los hombres que recurren al secuestro de novias son socialmente indeseables por una variedad de razones; pueden tener más probabilidades de ser violentos, tener antecedentes penales o abusar de sustancias.
El proceso de secuestro de la novia a veces incluye la violación. Incluso cuando no tiene lugar el sexo, una vez que una mujer ha permanecido encerrada durante la noche, aunque sea por una sola noche, se pone en duda su virginidad. Con su honor en desgracia, tendrá muy pocas opciones de matrimonio. Por lo tanto, después de una noche de captura, la mujer se ve obligada culturalmente a casarse con el hombre. Un estigma social tan inmenso está asociado a la negativa a contraer matrimonio después de un secuestro que la mujer secuestrada generalmente siente que no tiene más remedio que aceptar, y algunas de las que se niegan incluso se suicidan después del secuestro.
Según la Embajada de los Estados Unidos, dos mujeres estadounidenses fueron secuestradas por su novia en una zona rural de Kirguistán en 2007. Tan pronto como los secuestradores descubrieron que las mujeres no eran kirguisas sino extranjeras (estadounidenses con apariencia de Asia central), fueron devueltas al lugar de donde se las llevaron.